# Give Me Everything
Give Me Everything (Também conhecido como Tonight) é uma canção do rapper americano Pitbull, lançada em 22 de março de 2011, servindo de segundo single para o seu sexto álbum de estúdio Planet Pit. Escrita por Pittbul, pelo cantor americano Ne-Yo e pelo produtor e DJ holandês Afrojack, o último produziu a canção. Ele combina o hip hop, pop, e "teatralidade Broadway-estilo".
Nos Estados Unidos, "Give Me Everything" tornou-se o primeiro single número um de Pitbull na Billboard Hot 100. Ele também tornou-se primeiro número um de Pittbul no Reino Unido como o artista principal. A canção ainda chegou ao número um na Bélgica, Canadá, Irlanda, Holanda, Estados Unidos e no top-cinco em doze países.

## Vídeo musical
O vídeo da música "Give Me Everything" foi dirigido por David Rousseau e apresenta uma aparência da cantora Adrienne Bailon, Miss Haiti 2010 Sarodj Bertin, o ex-membro Girlicious Natalie Mejia e modelo russa Eva Skaya. O vídeo foi filmado no Hotel Alexandria em Los Angeles e lançado em 17 de maio de 2011.

## Desempenho nas paradas musicais

### Paradas
| Paradas Musicais (2011)                        | Melhor posição |
| ---------------------------------------------- | -------------- |
| Austrália (ARIA)                               | 2ª             |
| Áustria (Ö3 Austria Top 75)                    | 2ª             |
| Bélgica (Ultratop 50 de Flandres)              | 1ª             |
| Bélgica (Ultratop 50 da Valônia)               | 1ª             |
| Brasil - Billboard Brasil Hot 100              | 79             |
| Canadá (Canadian Hot 100)                      | 1ª             |
| ERRO: DEVE FORNECER ano PARA PARADA checa      | 3ª             |
| Dinamarca (Hitlisten)                          | 2ª             |
| Finlândia (Suomen virallinen lista)            | 7ª             |
| França (SNEP)                                  | 2ª             |
| O campo songid é OBRIGATÓRIO PARA PARADA ALEMÃ | 2ª             |
| Hungria (Rádiós Top 40)                        | 1ª             |
| Hungria (Dance Top 40)                         | 3ª             |
| Irlanda (IRMA)                                 | 1ª             |
| Itália (FIMI)                                  | 4ª             |
| Países Baixos (Dutch Top 40)                   | 1ª             |
| Japão (Japan Hot 100)                          | 25ª            |
| Nova Zelândia (Recorded Music NZ)              | 2ª             |
| Noruega (VG-lista)                             | 3ª             |
| Polônia (ZPAV)                                 | 3ª             |
| Polish Dance Chart                             | 1ª             |
| Roménia (UPFR)                                 | 1ª             |
| Escócia (Scottish Singles Chart)               | 1ª             |
| Eslováquia (Rádio Top 100)                     | 2ª             |
| Espanha (PROMUSICAE)                           | 2ª             |
| Suécia (Sverigetopplistan)                     | 2ª             |
| Suíça (Schweizer Hitparade)                    | 2ª             |
| Suíça - Romandia                               | 1              |
| Reino Unido (UK Singles Chart)                 | 1ª             |
| EUA Billboard Hot 100                          | 1ª             |
| EUA Adult Pop Songs (Billboard)                | 19ª            |
| EUA Hot Dance Club Songs (Billboard)           | 14ª            |
| EUA Hot R&B/Hip-Hop Songs (Billboard)          | 79ª            |
| EUA Latin Songs (Billboard)                    | 1ª             |
| EUA Rap Songs (Billboard)                      | 4ª             |

### Certificações
| País          | Certificação |
| ------------- | ------------ |
| Austrália     | 5× Platina   |
| Dinamarca     | Ouro         |
| Alemanha      | Ouro         |
| Itália        | Platina      |
| Nova Zelândia | Platina      |
| Espanha       | Ouro         |
| Suécia        | Platina      |